# Demon Lords
Demon Lordsは、アメリカ合衆国で発売されたコミック『After the Fall』（テレビドラマ『エンジェル』の続編）に登場する架空の団体。

## 特徴
シニア・パートナーによって[地獄に移転されたことにより無政府状態に陥ったロサンゼルスを支配するために設けられた役職。別名ビッグワンズ。社会的地位は人間より上位に位置づけられていたが、ロサンゼルスがこの世に戻ったことによりすべての権威を喪失した。

## 構成メンバー
- ビバリーヒルズ卿
  - 初代：ノン
ヒュー・ヘフナー邸を占拠した悪魔。人間をミイラ化させる能力を持つ。
  - 2代目：スパイクとイリリア
- サンタモニカ卿
別名：ティース。サメに似た怪物。スパイクの友人。
- ダウンタウンロサンゼルス卿
粗暴な性格の悪魔。エンジェルとは折り合いが悪い。
- シャーマン・オーク卿
小柄な男。コミック『Aftermath』の敵役。
- センチュリー・シティー卿
フードをかぶった悪魔。性別は不明。
- カンプトン卿
メドゥーサに似た外見の怪物。性別は男性。顔は髑髏に似る。
- ウィーホー卿
寡黙な赤いモンスター。牛に似た外見をしている。
- ウェストウッド卿
本名はクフ。あだなはゼリービーンズ。
- シルバー・レイク卿
本名はローン。かつてエンジェルの部下だった。
- バーバンク卿
ヒューマノイド。キャバレーのダンサーに似た外見の禿頭の女。